# 지 (불교)
불교에서 지(地, 산스크리트어: bhūmi)는 다음의 뜻이 있다.
- 3계9지(三界九地) · 3지(三地) · 10지(十地) 등에서의 지(地)와 같이, 유정(有情)이 머무는 장소(場所, place) · 경지(境地, stage, degree) 또는 계위(階位, stage, degree, level, rank)를 말한다.[1][2]
- 대지법(大地法) · 대선지법(大善地法) 등에서의 지(地)와 같이, 마음작용(심소법)이 일어나는 소의처 또는 소행처가 되는 마음(6식 또는 8식, 즉 심왕, 즉 심법)을 가리킨다.[3][4]

이 문서는 첫 번째의 3계9지(三界九地) 또는 3지(三地)로서의 지(地)에 대해 다룬다.
지(地, 산스크리트어: bhūmi)는 불교의 세계관 또는 우주론에서 유정(有情)이 머무는 장소를 말한다. 이런 뜻에서 지(地)라고 할 때면 보통 3계9지(三界九地) 또는 3지(三地)를 가리킨다.
9지(九地)와 3지(三地)는 모두 3계(三界)를 나름의 기준에 따라 구분한 것이다. '지(地)'는 유정(有情)의 경지, 마음 상태, 또는 생존 상태라고도 할 수 있다.

## 3계9지

### 3계
3계9지(三界九地)에서 3계(三界)는 욕계(欲界) · 색계(色界) · 무색계(無色界)를 말한다.

### 9지
3계9지(三界九地)에서 9지(九地)는 욕계 전체를 통틀어 1가지 장소[地]와, 색계의 초선(初禪) · 2선(二禪) · 3선(三禪) · 4선(四禪)의 4가지 장소[地]와, 무색계의 공무변처(空無邊處) · 식무변처(識無邊處) · 무소유처(無所有處) · 비상비비상처(非想非非想處)의 4가지 장소[地]를 합한 총 9가지 장소[地]를 말한다.
이들 9지(九地)를 별도의 용어로 앞의 순서대로 욕계오취지(欲界五趣地) · 이생희락지(離生喜樂地) · 정생희락지(定生喜樂地) · 이희묘락지(離喜妙樂地) · 사념청정지(捨念淸淨地) · 공무변처지(空無邊處地) · 식무변처지(識無邊處地) · 무소유처지(無所有處地) · 비상비비상처지(非想非非想處地)라고 한다.
9지(九地)의 각각은 다음과 같다.

#### 욕계오취지
욕계오취지(欲界五趣地)는 9지(九地) 중 제1지이다. 오취잡거지(五趣雜居地)라고도 한다.
욕계(欲界) 안에 있는 지옥 · 아귀 · 축생 · 인간 · 천상의 5취(五趣)를 합하여 1지(地)로 한 것으로 미혹한 생존의 상태이다.

#### 이생희락지
이생희락지(離生喜樂地, 산스크리트어: nānātva-kāyā ekatva-saṃjñinaḥ tad yathā devā brahma-kāyikāḥ prathamābhinirvṛttāḥ)는 9지(九地) 중 제2지이다.
색계의 초선천(初禪天)을 말하며, 욕계를 떠남[離]으로서 생기[生]는 기쁨[喜]과 즐거움[樂]을 느끼는 경지 또는 마음 상태이다.
선정 수행의 입장에서는 색계의 4선(四禪) 가운데 첫 번째인 초선(初禪)에 해당하며, 4선을 4정려(四靜慮)라고도 하는데 이 표현상으로는 제1정려(第一靜慮)에 해당하는데, 제1정려를 전통적인 표현으로는 초정려(初靜慮)라고 한다.
《구사론》제8권과 《천태사교의》에 따르면, 범중천(梵衆天) · 범보천(梵輔天) · 대범천(大梵天)의 세 하늘이 색계 초선천에 속한다.
색계 초선천의 세 하늘을 통칭하여, 음역하여 범가이천(梵加夷天, 산스크리트어: Brahman-kāyika-deva)이라고도 하고 의역하여 범신천(梵身天)이라고도 한다. 또는 간단히 범천(梵天, 산스크리트어: Brahmā, Brahmadeva)이라고도 한다.

#### 정생희락지
정생희락지(定生喜樂地)는 9지(九地) 중 제3지이다.
색계의 2선천(二禪天)을 말하며, 선정[定]으로부터 생기[生]는 기쁨[喜]과 즐거움[樂]을 느끼는 경지 또는 마음 상태이다. 제2선천(第二禪天)이라고도 한다.
선정 수행의 입장에서는 색계의 4선(四禪) 가운데 두 번째인 2선(二禪)에 해당하며, 2선을 제2선(第二禪)이라고 한다. 4선을 4정려(四靜慮)라고도 하는데 이 표현상으로는 제2정려(第二靜慮)에 해당한다.
《구사론》제8권과 《천태사교의》에 따르면, 소광천(少光天) · 무량광천(無量光天) · 극광정천(極光淨天)의 세 하늘이 색계 2선천에 속한다. 다만, 《천태사교의》에서는 극광정천(極光淨天)을 광음천(光音天)이라고 부르고 있다.
색계 2선천의 세 하늘을 통칭하여 광천(光天) 또는 아위화천(阿衛貨天)이라고도 한다. 또는, 2선천의 제3천인 광음천(光音天)으로 2선천을 통칭하기도 한다.

#### 이희묘락지
이희묘락지(離喜妙樂地, 산스크리트어: ekatva-kāyā ekatva-saṃjñinaḥ tad yathā devāḥ śubha-kṛtsnāḥ, niṣprītika-sukha-maṇḍa)는 9지(九地) 중 제4지이다.
색계의 3선천(三禪天)을 말하며, 2선천(二禪天)의 기쁨[喜]을 떠나[離]는 경지로 마음이 안정되어 묘한 즐거움[妙樂]을 느끼는 경지 또는 마음 상태이다. 제3선천(第三禪天)이라고도 한다.
선정 수행의 입장에서는 색계의 4선(四禪) 가운데 세 번째인 3선(三禪)에 해당하며, 3선을 제3선(第三禪)이라고 한다. 4선을 4정려(四靜慮)라고도 하는데 이 표현상으로는 제3정려(第三靜慮)에 해당한다.
《구사론》제8권과 《천태사교의》에 따르면, 소정천(少淨天) · 무량정천(無量淨天) · 변정천(遍淨天)의 세 하늘이 색계 3선천에 속한다.
색계 3선천의 세 하늘을 통칭하여 정천(淨天) 또는 수피근천(首皮斤天)이라고도 한다. 또는, 3선천의 제3천인 변정천(遍淨天)으로 3선천을 통칭하기도 한다.

#### 사념청정지
사념청정지(捨念淸淨地)는 9지(九地) 중 제5지이다.
색계의 4선천(四禪天)을 말하며, 3선천(三禪天)의 묘한 즐거움을 떠나는 경지로, 마음이 평온하여 생각[念]이 청정(淸淨)하고 평등한 경지, 즉 마음이 사수(捨受)의 생각[念]에 안주하는 경지 또는 마음 상태이다. 제4선천(第四禪天)이라고도 한다.
선정 수행의 입장에서는 색계의 4선(四禪) 가운데 네 번째인 4선(四禪)에 해당하며, 4선 즉 '네 번째 선(禪)'을 제4선(第四禪)이라고 한다. 4선 즉 '4가지 선(禪)'을 4정려(四靜慮)라고도 하는데 이 표현상으로는 제4정려(第四靜慮)에 해당한다.
《구사론》 제8권과 《천태사교의》에 따르면, 무운천(無雲天) · 복생천(福生天) · 광과천(廣果天) · 무상천(無想天) · 무번천(無煩天) · 무열천(無熱天) · 선현천(善現天) · 선견천(善見天) · 색구경천(色究竟天)의 아홉 하늘이 색계 4선천에 속한다. 다만, 《구사론》 등의 설일체유부의 교학에  따르면, 무상천은 광과천의 특정 영역에 대한 명칭일 뿐으로 별도의 하늘이 아니다. 무상천 위의 다섯 하늘인  무번천 · 무열천 · 선현천 · 선견천 · 색구경천을 통칭하여 5정거천(五淨居天)이라 한다.
색계 4선천의 아홉 하늘을 통칭하여 광천(廣天) · 밀신천(密身天) · 엄식천(嚴飾天) 또는 비호파천(比呼破天)이라고도 한다. 또는, 4선천의 제3천인 광과천(廣果天) 즉 과실천(果實天)으로 4선천을 통칭하기도 한다.

#### 공무변처지
공무변처지(空無邊處地, 산스크리트어: Ākāśānantyāyatana, 팔리어: Ākāsānañcāyatana)는 9지(九地) 중 제6지이다.
음역하여 아갈선천(阿竭禪天)이라고도 한다. 의역하여 공무변처(空無邊處) · 공무변천(空無邊天) · 공무변처천(空無邊處天) · 공지천(空知天) · 공지천(空智天) · 공처(空處) · 공처지천(空處智天) · 공처천(空處天) · 무변공처(無邊空處) · 무변공처천(無邊空處天) · 무변허공처천(無邊虛空處天) 또는 허공지천(虛空知天)이라고도 한다.
무색계의 제1천을 말하며, '무한한 허공[空無邊]'을 체득하는 경지 또는 마음 상태이다. 무색계에서 색(色)의 속박을 싫어하는 마음을 내어 '색에 대한 생각[色想]'을 버리고 '무한한 허공[空無邊]'을 관(觀)하는 선정을 닦아 체득하는 경지 또는 마음 상태이다. 일반적으로 무색계 제1천(無色界 第一天)이라고 한다. 4무색정(四無色定) 가운데 공무변처정(空無邊處定)에 해당한다.

#### 식무변처지
식무변처지(識無邊處地, 산스크리트어: Vijñānānantyāyatana, 팔리어: Viññānañcāyatana)는 9지(九地) 중 제7지이다.
무량식처천(無量識處天) · 무변식처(無邊識處) · 무변식처천(無邊識處天) · 식무변처(識無邊處) · 식무변처천(識無邊處天) · 식무변천(識無邊天) · 식입처(識入處) · 식지(識知) · 식지천(識智天) · 식처지천(識處智天) 또는 식처천(識處天)이라고도 한다.
무색계의 제2천을 말하며, '마음의 작용이 무한함[識無邊]'을 체득하는 경지 또는 마음 상태이다. 제6지에서 획득한 '무한한 허공[空無邊]'이라는 생각을 버리고 마음[識]을 무한히 확장하는 관상(觀想)으로 선정을 닦아 '마음의 무한한 확장[識無邊]'을 체득하는 경지 또는 마음 상태이다. 일반적으로 무색계 제2천(無色界 第二天)이라고 한다. 4무색정(四無色定) 가운데 식무변처정(識無邊處定)에 해당한다.

#### 무소유처지
무소유처지(無所有處地, 산스크리트어: Ākiñcanyāyatana, Ākiṃcanyāyatana, 팔리어: Ākiñcañña-āyatana)는 9지(九地) 중 제8지이다.
음역하여 아인(阿因)이라고도 한다. 의역하여 무소유지천(無所有智天) · 무소유처(無所有處) · 무소유처지천(無所有處智天) · 무소유천(無所有天) 또는 무소유처천(無所有處天)이라고도 한다.
무색계의 제3천을 말하며, 식무변처지에서 다시 한 걸음 더 나아가 마음의 작용이 무한하다는 식상(識想)을 버리고, 심무소유(心無所有: 마음이 그 어디에도 존재하지 않음, 마음이 그 어디에도 소속 또는 소유되지 않음), 즉 마음[識]의 비존재를 관(觀)하는 선정을 닦아 심무소유(心無所有)를 체득하는 경지 또는 마음 상태이다. 일반적으로 무색계 제3천(無色界 第三天)이라고 한다. 4무색정(四無色定) 가운데 무소유처정(無所有處定)에 해당한다.

#### 비상비비상처지
비상비비상처지(非想非非想處地, 산스크리트어: Naiva-sajjñānāsajjñāyatana, 팔리어: Nevasaññānāsaññāyatana)는 9지(九地) 중 제9지이다.
무유사상역부무상(無有思想亦不無想) · 비비상천(非非想天) · 비상비비상처천(非想非非想處天) · 비상비비상천(非想非非想天) · 유상무상지천(有想無想智天) 또는 유상무상처지천(有想無想處智天)이라고도 한다.
무색계의 제4천을 말하며,  유상(有想)을 버리는 비상(非想)의 선정과 무상(無想)을 버리는 비비상(非非想)의 선정을 함께 닦아 비상(非想)과 비비상(非非想)을 함께 체득하는 경지 또는 마음 상태이다. 일반적으로 무색계 제4천(無色界 第四天)이라고 한다. 4무색정(四無色定) 가운데 비상비비상처정(非想非非想處定)에 해당한다.
유상(有想)은 앞의 제7지인 식무변처지(識無邊處地)를 말하는데, 식무변처지는 '마음[識]이 무한히 확장되는 것[無邊]'을 관하는 것이므로 유상(有想)이라 하고, 무상(無想)은 앞의 제8지인 무소유처지(無所有處地)를 말하는데, 무소유처지는 '마음[識]의 비존재[無所有]'를 관하는 것이므로 무상(無想)이라 한다. 비상비비상처지(非想非非想處地)는 이들 유상(有想)과 무상(無想)을 다함께 버리고 떠나는 경지 또는 마음 상태이다.
비상비비상처지(非想非非想處地)의 상태에 머물러 있는 동안에는 욕계 · 색계의 거친 생각은 없지만 아주 미세한 생각은 없지 않다.(그래서 이름이 "비상-비비상"(생각이라 할 수도 없고, 그렇다고 생각이 없다고 할 수도 없을 정도로 미세한 생각이라는 의미)이다.) 이 상태를 넘어가면 곧 "상수멸진정"이 되며, 상수멸진정은 붓다에 의해 처음으로 알려졌다. 붓다가 아직 보살이었을 때, 이미 비상비비상처지에 도달했으나, 이것이 열반이 아님을 알고 이 수행을 버리고, 독자적으로 수행했다. 또한 상수멸진정도 하나의 유위(有爲 : 조작된 것, 만들어진 것, 형성된 것)의 경지이며, 무위(無爲)인 열반이 아니다. 상수멸진정도 넘어서야 비로소 붓다가 말하는 열반의 경지다.)

## 3지
3지(三地)는 심(尋)과 사(伺)의 마음작용이 일어나고 일어나지 않음에 따른 분류로, 유심유사지(有尋有伺地) · 무심유사지(無尋有伺地) · 무심무사지(無尋無伺地)의 3가지를 말한다. 3지(三地)의 구분은 부파불교와 대승불교에서 모두 동일하다.
3지(三地)의 각각은 다음과 같다.

### 유심유사지
유심유사지(有尋有伺地)는 욕계와 색계의 초선천에 해당하며, 심(尋: 尋求, 찾고 탐구함)과 사(伺: 伺察, 정밀하게 살펴봄)의 마음작용이 모두 있는 상태이다.

### 무심유사지
무심유사지(無尋有伺地) 색계의 초선천에서 2선천으로 넘어가는 중간 단계에 해당하며, 심(尋: 尋求, 찾고 탐구함)의 마음작용은 없지만 사(伺: 伺察, 정밀하게 살펴봄)의 마음작용은 있는 상태이다.

### 무심무사지
무심무사지(無尋無伺地)는 색계의 2선천부터 그 이상의 지(地)들 모두에 해당하며, 심(尋: 尋求, 찾고 탐구함)과 사(伺: 伺察, 정밀하게 살펴봄)의 마음작용이 모두 없는 상태이다.

## 참고 문헌
- 곽철환 (2003). 《시공 불교사전》. 시공사 / 네이버 지식백과. |title=에 외부 링크가 있음 (도움말)
- 무착 지음, 현장 한역, 이한정 번역 (K.572, T.1605). 《대승아비달마집론》. 한글대장경 검색시스템 - 전자불전연구소 / 동국역경원. K.572(16-157), T.1605(31-663). |title=에 외부 링크가 있음 (도움말)
- 법립·법거 공역, 번역자 미상 (K.662, T.23). 《대루탄경》. 한글대장경 검색시스템 - 전자불전연구소 / 동국역경원. K.662(29-756), T.23. |title=에 외부 링크가 있음 (도움말)
- 불타야사·축불념 한역, 번역자 미상 (K.647, T.1). 《장아함경》. 한글대장경 검색시스템 - 전자불전연구소 / 동국역경원. K.647(17-815), T.1(1-1). |title=에 외부 링크가 있음 (도움말)
- 사나굴다 한역, 번역자 미상 (K.660, T.24). 《기세경》. 한글대장경 검색시스템 - 전자불전연구소 / 동국역경원. K.660(19-263), T.24(1-310). |title=에 외부 링크가 있음 (도움말)
- 세친 지음, 현장 한역, 권오민 번역 (K.955, T.1558). 《아비달마구사론》. 한글대장경 검색시스템 - 전자불전연구소 / 동국역경원. K.955(27-453), T.1558(29-1). |title=에 외부 링크가 있음 (도움말)
- 운허.  동국역경원 편집, 편집. 《불교 사전》. |title=에 외부 링크가 있음 (도움말)
- 중현 지음, 현장 한역, 권오민 번역 (K.956, T.1562). 《아비달마순정리론》. 한글대장경 검색시스템 - 전자불전연구소 / 동국역경원. K.956(27-680), T.1562(29-329). |title=에 외부 링크가 있음 (도움말)
- 호법 등 지음, 현장 한역, 김묘주 번역 (K.614, T.1585). 《성유식론》. 한글대장경 검색시스템 - 전자불전연구소 / 동국역경원. K.614(17-510), T.1585(31-1). |title=에 외부 링크가 있음 (도움말)
- 황욱 (1999). 《무착[Asaṅga]의 유식학설 연구》. 동국대학원 불교학과 박사학위논문.
- (중국어) 무착 조, 현장 한역 (T.1605). 《대승아비달마집론(大乘阿毘達磨集論)》. 대정신수대장경. T31, No. 1605, CBETA. |title=에 외부 링크가 있음 (도움말)
- (중국어) 법립·법거 공역 (T.23). 《대루탄경(大樓炭經)》. 대정신수대장경. T1, No. 23, CBETA. |title=에 외부 링크가 있음 (도움말)}
- (중국어) 佛門網. 《佛學辭典(불학사전)》. |title=에 외부 링크가 있음 (도움말)
- (중국어) 불타야사·축불념 한역 (T.1). 《장아함경(長阿含經)》. 대정신수대장경. T1, No. 1, CBETA. |title=에 외부 링크가 있음 (도움말)}
- (중국어) 사나굴다 한역 (T.24). 《기세경(起世經)》. 대정신수대장경. T1, No. 24, CBETA. |title=에 외부 링크가 있음 (도움말)}
- (중국어) 星雲. 《佛光大辭典(불광대사전)》 3판. |title=에 외부 링크가 있음 (도움말)
- (중국어) 세친 조, 현장 한역 (T.1558). 《아비달마구사론(阿毘達磨俱舍論)》. 대정신수대장경. T29, No. 1558, CBETA. |title=에 외부 링크가 있음 (도움말)
- (중국어) 제관 록 (T.1931). 《천태사교의(天台四教儀)》. 대정신수대장경. T46, No. 1931, CBETA. |title=에 외부 링크가 있음 (도움말)
- (중국어) 중현 조, 현장 한역 (T.1562). 《아비달마순정리론(阿毘達磨順正理論)》. 대정신수대장경. T29, No. 1562, CBETA. |title=에 외부 링크가 있음 (도움말)
- (중국어) 호법 등 지음, 현장 한역 (T.1585). 《성유식론(成唯識論)》. 대정신수대장경. T31, No. 1585, CBETA. |title=에 외부 링크가 있음 (도움말)